# Holcolaetis clarki
Holcolaetis clarki är en spindelart som beskrevs av Fred R. Wanless 1985. Holcolaetis clarki ingår i släktet Holcolaetis och familjen hoppspindlar. Inga underarter finns listade i Catalogue of Life.